# クローヴィス1世 (フランク王)
クローヴィス1世（クローヴィス1せい、仏: Clovis Premier, フランス語発音: [klɔ.vis] 発音例 独:Chlodwig I.
,466年頃 - 511年11月27日）は、メロヴィング朝フランク王国の初代国王（在位481年 - 511年）である。日本では大半の書籍でクローヴィス1世の表記が用いられる。
クローヴィスは一夫多妻制の生活を送っていたが、妻の1人であった王妃クロティルドの影響で、キリスト教アタナシウス派（カトリック教会）に改宗して、これを保護したのでガリアでの布教活動に大きな貢献があった。

## 生涯
サリー・フランク族の王キルデリク1世を父、その妻バシナを母としてトゥルネー（現ベルギー領）で生まれた。当時は現代のフランス・ベルギー国境付近のトゥルネー、カンブレーを中心とするライン川低地西部を占めていたに過ぎなかった。
クローヴィスは481年頃に父の地位を継承した。486年までの5年間については何も分かっていない。486年にはガリア北部を支配していたソワソン管区のシアグリウスをソワソンの戦いで破り、版図を一挙にロワール川北部に拡大、ローマ属州ベルギカ・セクンダを支配下に治めた。さらにクローヴィスは妹のアウドフレドを東ゴート王国のテオドリックに嫁がせて同盟を固め、493年にはブルグント王国の王女クロティルドとソワソンで結婚した。
496年から497年にかけて、トルビアックの戦いでアラマンニ人に勝利した後、王妃クロティルドの薦めでカトリックに改宗した。ニカイア派キリスト教徒たるクローヴィスは、受洗によりカトリック信仰に依拠する権力保持者の一人となった。この改宗はゲルマン民族諸王の中で初めて行われたカトリックへの改宗であった。一方、西ゴート族やヴァンダル族はすでにキリスト教に改宗していたが、その宗派はアリウス派であった。当時のガリア住民は大部分カトリックであったため、クローヴィスのカトリック改宗はガリア領内のローマ市民との絆を強化するものであった。クローヴィスは496年から502年までの間に改宗の洗礼を受けたとされるが、史料ではその場所は明らかになっていない。しかし、9世紀にランス大司教のヒンクマールが受洗場所はランスだと強く主張したため、レミギウスがクローヴィスに洗礼を授けたとされるノートルダム大聖堂で歴代フランス王たちの戴冠式が執り行われるところとなった。
500年にはディジョンでブルグント王国と戦い、507年にはアルモリカ人の支援を得てヴイエの戦いで西ゴート王アラリック2世を破った。この勝利で勢いをつけたクローヴィスはそのまま西ゴート王国の首都トゥールーズまで進軍し、アキテーヌの大部分を獲得した。フランク王国の領土は北海からピレネー山脈まで大きく拡張され、南フランスを支配していた西ゴート王国はイベリア半島に押し込められた。
この遠征の後の508年、クローヴィスには東ローマ皇帝アナスタシウス1世から「アウグストゥス」の称号が贈られ、西ローマ帝国の執政官に就任した。その儀式の日、クローヴィスはトゥール郊外にある聖マルティヌス教会堂で、皇帝から送られた紫衣をまとい、皇帝から送られた冠を戴いた。教会堂を出たクローヴィスは馬にまたがり、前庭の門から市の中央教会へと続く道を、住民の「コンスル（執政官）万歳、アウグストゥス万歳」という歓呼に迎えられながら行進した。そして、この日から彼は、コンスルまたはアウグストゥスと称されるようになった。この、まったくローマ的な儀式により、武力で獲得したガリア支配がローマ帝国の最高官職という当時のヨーロッパ最高の権威によって承認された。この承認はクローヴィスの死後、彼の子と皇帝ユスティニアヌスとの条約という形で、より正式に宣言されることになる。これらの出来事は、西ローマ帝国がゲルマン人の統治下にあっても依然として法制上でも当時の人々の意識においても存続していたことを示している。もっとも、クローヴィスに与えられた栄誉は、皇帝と養子縁組を行いローマ帝国から「カエサル」の称号が与えられていた東ゴート族の王テオドリックと比べれば、ごくわずかなものでもあった。
508年、セーヌ川左岸に聖ペテロとパウロに捧げた修道院（のちのサント＝ジュヌヴィエーヴ修道院）を築いた。その遺構は今もパンテオン近くにクローヴィス塔として残る。
クローヴィスは晩年フランク人の小王を次々に姦計にかけ、そのほとんど全てを抹殺した。それによりメロヴィング朝は他の家系から脅かされることなく、300年近い命脈を保ったと言われている。
クローヴィスは511年11月27日に死去し、パリの北方4キロほどの街、サン＝ドニにあるサン＝ドニ大聖堂に埋葬された。その遺領はフランク人特有の財産均等分割相続の習慣に従い、4人の息子テウデリク、クロドメール、キルデベルト、クロタールに分割された。フランス人の伝統によれば、パリに都したクローヴィス1世はフランス王国の基礎を築いた最初のフランス王であった。クローヴィスの生涯はトゥール司教グレゴリウスが詳細な年代記を残している。

## 子女
名前未詳の女性との間に、長男をもうけた。
- テウデリク（485年頃 - 534年） - ランスの王

王妃クロティルドとの間には4男1女が生まれたが、1男は早世した。
- インゴメール（494年）- 次男。
- クロドメール（495年 - 524年） - オルレアンの王。三男。
- キルデベルト（496年頃 - 558年） - パリの王。四男。
- クロタール（497年頃 - 561年） - ソワソンの王、のち全フランクの王。五男。
- クロティルド（? - 531年） - 西ゴート王アマラリックと結婚。長女。